# 오오타니 에미리
오오타니 에미리(大谷 映美里, 1998년 3월 15일~)는 일본의 아이돌, 패션 모델, 의류 프로듀서이며, 여성 성우 아이돌 그룹 =LOVE의 멤버, bis의 레귤러 모델이다. 걸 그룹 아키시부 project의 전 멤버이다.

## 개요
2013년 1월 22일에 아키시부 project의 오디션에 합격하였으며, 2016년 4월 17일에 산리오 퓨로랜드에서의 스페셜 공연 후 아키시부project를 졸업한다.
2017년 4월 19일, 사시하라 리노가 프로듀서로 있는 ‘요요기 애니메이션 학원 Presents 사시하라 리노 프로듀스 성우 아이돌 오디션’(代々木アニメーション学院Presents指原莉乃プロデュース声優アイドルオーディション)의 2차 심사를 통과하였으며 SHOWROOM 오디션에 진출했다. 4월 29일에 최종 심사가 진행되었고 13명이 합격했다. 6월 14일, ‘=LOVE’ SHOWROOM 개인 라이브 개최에 따라서 정식 멤버가 되는 게 밝혀졌다. 10월 23일, =LOVE 멤버로는 처음으로 인스타그램 계정을 개설했다.
2019년 9월 24일, 패션지 ‘bis’의 레귤러 모델로 결정된다.
2022년 10월 28일, 자신이 프로듀스하는 의류 브랜드 ‘Rosé Muse’의 설립 결정이 발표됐다.
2023년 8월 24일, 자신이 프로듀스하는 서클 콘택트 렌즈 브랜드 ‘melady’를 같은 달 31일부터 발매되는 게 발표됐다. 또, 같은 달 28일에는 동명의 브랜드의 이미지 모델로 =LOVE의 전 멤버인 사이토 나기사가 취임한 것이 발표됐다. “bis” 11월호에서 레귤러 모델을 졸업했다.